# Trekanten, Sala kommun
Trekanten är en by i Möklinta distrikt (Möklinta socken) i Sala kommun, Västmanlands län (Västmanland). Byn ligger där Länsväg 830 respektive Länsväg 840 möter Länsväg 835, vid gränsen till Avesta kommun och Dalarnas län, cirka sju kilometer norrut från tätorten Möklinta.